# Salon du livre de Toronto
Le Salon du livre de Toronto est un festival littéraire annuel se déroulant à Toronto en Ontario au Canada. Il a été créé en 1993 pour mettre en valeur la littérature de langue française dans la province de l'Ontario puis au Canada avant de s'étendre à la francophonie.

## Histoire
Lors de sa création en 1993, le Salon du livre de Toronto était la seule manifestation francophone de ce type au Canada en dehors du Québec. Elle est fondée par Christine Dumitriu Van Saanen, une écrivaine et enseignante, en proposant des lectures, des discussions, des rencontres avec des écrivains francophones – initialement nord-américains et principalement franco-ontariens avant de s'ouvrir tout d'abord au Québec puis à la Francophonie –, durant une semaine chaque année à l'automne. Elle est alors centrale pour la promotion de la littérature et de la langue française en Ontario, une province où le français est très minoritaire, afin de favoriser les milieux de l'édition et des librairies, des universités et des bibliothèques.
Sa fondatrice Christine Dumitriu Van Saanen en est la directrice générale jusqu'en 2006. À partir de 1999 le grand prix du livre prend son nom en hommage.
En 2020, en raison de la pandémie de Covid-19, l'édition du salon est reportée et se déroule exceptionnellement en ligne au mois de février 2021. De plus, à partir de cette édition le grand prix du livre Christine-Dumitriu-Van-Saanen est renommé prix Alain-Thomas, pour honorer la mémoire de ce professeur de littérature qui a longtemps été le président du comité de ce prix. Depuis lors, le salon demeure au mois de février ou de mars.

## Prix

### Grand Prix du Salon du livre de Toronto (1993-1998)
- 1993 – Daniel Poliquin[5]
- 1994 – Gabrielle Poulin, Le Livre de déraison[5]
- 1995 – Maurice Henrie, Le Balcon dans le ciel[5]
- 1996 – Marguerite Andersen, La Soupe et Robert Fortin, Peut-il rêver celui qui s4endort dans la gueule des chiens[5]
- 1997 – Andrée Christensen, Sacra privata[5]
- 1998 – René Dionne, Histoire de la littérature franco-ontarienne, des origines à nos jours et Hédi Bouraoui[5]

### Prix Christine-Dumitriu-Van-Saanen (1999-2019)
- 1999 – Pierre Raphaël Pelletier, Il faut crier l'injure[5]
- 2000 – Hédi Bouraoui, Ainsi parle la Tour CN[5]
- 2001 – Gaétan Gervais, Les Jumelles Dionne et l'Ontario français[5]
- 2002 – Esther Beauchemin, Maïta[5]
- 2003 – Aristote Kavungu, Un train pour l'est[5]
- 2004 – Franco Catanzariti, Sahel[6]
- 2005 – Michèle Matteau, Un doigt de brandy dans un verre de lait chaud[7]
- 2006 – Melchior Mbonimpa, Les morts ne sont pas les morts[5]
- 2007 – Andrée Christensen, Depuis toujours j'entendais la mer[5]
- 2008 – Antonio D'Alfonso, L'Aimé[5]
- 2009 – Claude Tatilon, La Soupe au pistou[5]
- 2010 – Daniel Soha, L'Orchidiable[8]
- 2011 – Louis L'Allier, Les Danseurs de Kamilari[9]
- 2012 – Gilles Canada, L'Enfant qui ne pleurait jamais[10]
- 2013 – Marie-Josée Martin, Un jour, ils entendront mes silences[5]
- 2014 – Andrée Christensen, Racines de neige[11]
- 2015 – Michel Dallaire, Violoncelle pour une lune d’automne[12]
- 2016 – Didier Leclair, Pour l'amour de Dimitri[5]
- 2017 – Claude Guilmain, AmericanDream.ca[13]
- 2018 – Daniel Soha, Chroniques tziganes : La légende de Joe Magarac[14]
- 2019 – Jean Mohsen Fahmy, La Sultane dévoilée[15]
- 2020 – non décerné

### Prix Alain-Thomas (2021-)
- 2021 - Gabriel Osson, Le jour se lèvera
- 2022 - Janine Messadié, Lettre à Tahar Ben Jelloun (L’Interligne)[16]
- 2023 - Hélène Koscielniak, Mégane et Mathis
- 2024 - Jean Mohsen Fahmy, Par-delà les frontières

### Autres prix
En 2017, le Salon du livre crée le prix Québec-Ontario, un prix remis conjointement avec le Salon du livre de Rimouski au Québec récompensant deux écrivains, un dans chaque province, auteurs d'un premier roman. Le seuls lauréats de ce prix unique remis en 2017 ont été Mishka Lavigne (Ontario) et Christophe Bernard (Québec), le prix n'ayant jamais été décerné à nouveau.